# SavIRC
 (novembre 2013).
Si vous disposez d'ouvrages ou d'articles de référence ou si vous connaissez des sites web de qualité traitant du thème abordé ici, merci de compléter l'article en donnant les références utiles à sa vérifiabilité et en les liant à la section « Notes et références ».
savIRC est un client IRC graphique entièrement écrit en Tcl/Tk, disponible selon les termes de la licence GPL sur les systèmes d'exploitation UNIX et apparentés, Microsoft Windows et Mac OS X.

## Histoire du projet
Le projet de savIRC débuta en 2001 par l'initiative de Saverio Castellano, qui le développa jusqu'à la version 1.95. En 2003, le projet coula faute de motivation du développeur initial, et des forks virent le jour pour les plateformes UNIX et Windows.  En 2004, deux développeurs, Sander van Griecken et Casey Ackels, décidèrent de reprendre le flambeau en fusionnant les deux forks et en corrigeant les bugs les plus critiques.

## Fonctionnalités
savIRC présente les mêmes fonctionnalités que la plupart des clients IRC, notamment les connexions multi-serveurs et l'encodage UTF-8. Son interface se veut simple à utiliser, et certains décrivent une ressemblance avec mIRC, bien que cela ne fût pas dans les desseins des développeurs.